# Scientia potentia est
Scientia potentia est est une locution latine que l'on peut traduire par "Le savoir, c'est le pouvoir". Elle est généralement attribuée à Francis Bacon. Cependant la première trace écrite de cette expression est dans l'édition latine du Léviathan de Thomas Hobbes.

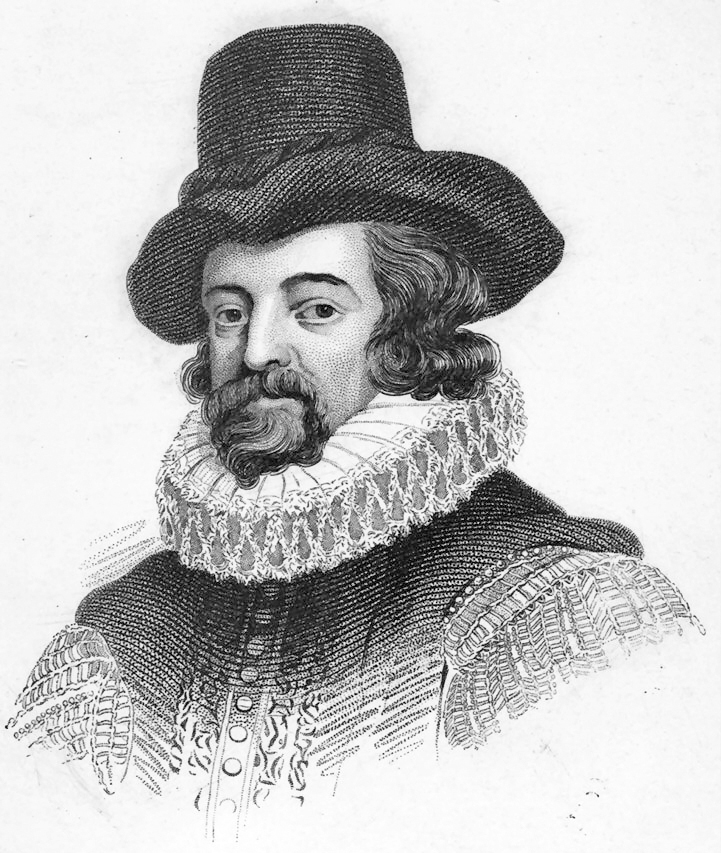
Portrait de Francis Bacon.

La racine de cette phrase vient de la langue persane. Ferdowsi (940-1020) un des grands poètes iraniens a dit "Il a le pouvoir, celui qui sait" ou "Celui qui sait, est capable".

## Crédit d'auteurs
- (nl) Cet article est partiellement ou en totalité issu de l’article de Wikipédia en néerlandais intitulé « Scientia potentia est » (voir la liste des auteurs).

- (en) Cet article est partiellement ou en totalité issu de l’article de Wikipédia en anglais intitulé « Scientia potentia est » (voir la liste des auteurs).